# 乔空间
乔空间是一家位于上海市徐汇区龙腾大道2555号（西岸艺术中心）的美术馆，2015年9月创办。不定期举办现代艺术特展。